# 시바타군

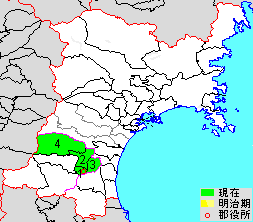
미야기현 시바타군의 위치(1.오가와라정 2.무라타정 3.시바타정 4.가와사키정)

시바타군(일본어: 柴田郡, しばたぐん)은 일본 미야기현(무쓰국·리쿠젠국)의 군이다.
인구 77,602명, 면적 428.17km², 인구밀도 181명/km².(2025년 3월 1일, 추계인구)
이하 4정으로 구성된다.
- 오가와라정(大河原町)
- 무라타정(村田町)
- 시바타정(柴田町)
- 가와사키정(川崎町)

## 군역
1878년 행정 구역으로 발족한 이후, 군역은 위의 4정에서 변경되지 않았다.

## 역사
- 1878년 10월 21일 - 군구정촌 편제법이 미야기현에서 시행되면서, 행정 구역으로서의 시바타군이 발족.

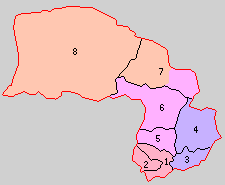
1.오가와라정 2.가나가세촌 3.후나오카촌 4.쓰키노키촌 5.누마베촌 6.무라타촌 7.도미오카촌 8.가와사키정
(빨강:오가와라정 보라:시바타정 분홍:무라타정 등색:가와사키정)

- 1889년 4월 1일 - 정촌제 시행으로, 아래의 정촌이 발족.(1정 7촌)
  - 오가와라정(大河原町)(현존)
  - 가나가세촌(金ヶ瀬村): 현 오가와라정
  - 후나오카촌(船岡村): 현 시바타정
  - 쓰키노키촌(槻木村): 현 시바타정
  - 누마베촌(沼辺村): 현 무라타정
  - 무라타촌(村田村): 현 무라타정
  - 도미오카촌(富岡村): 현 무라타정, 가와사키정
  - 가와사키촌(川崎村): 현 가와사키정
- 1895년 10월 31일 - 무라타촌이 정제 시행으로 무라타정(村田町)이 됨.(2정 6촌)
- 1904년)4월 1일 - 쓰키노키촌이 정제 시행으로 쓰키노키정(槻木町)이 됨.(3정 5촌)
- 1941년)11월 3일 - 후나오카촌이 정제 시행으로 후나오카정(船岡町)이 됨.(4정 4촌)
- 1948년)5월 3일 - 가와사키촌이 정제 시행으로 가와사키정(川崎町)이 됨.(5정 3촌)
- 1955년)4월 20일(5정 1촌)
  - 무라타정·누마베촌과 도미오카촌의 일부가 합병하여, 새로이 무라타정이 발족.
  - 가와사키정과 도미오카촌의 일부가 합병하여, 새로이 가와사키정이 발족.
- 1956년
  - 4월 1일 - 후나오카정·쓰키노키정이 합병하여, 시바타정(柴田町)이 발족.(4정 1촌)
  - 9월 30일 - 오가와라정·가나가세촌이 합병하여, 새로이 오가와라정이 발족.(4정)
- 1960년 3월 14일 - 가와사키정의 일부가 무라타정에 편입.

## 참고 문헌
- 《가도카와 일본 지명 대사전》 편집위원회, 편집. (1979년 12월 1일). 《가도카와 일본 지명 대사전》. 4 미야기현. 가도카와 쇼텐. ISBN 4040010302.